# El Huizachal, Dolores Hidalgo
El Huizachal är en ort i Mexiko.   Den ligger i kommunen Dolores Hidalgo och delstaten Guanajuato, i den centrala delen av landet, 280 km nordväst om huvudstaden Mexico City. El Huizachal ligger 1 987 meter över havet och antalet invånare är 285.
Terrängen runt El Huizachal är huvudsakligen platt, men söderut är den kuperad. Terrängen runt El Huizachal sluttar österut. Runt El Huizachal är det ganska tätbefolkat, med 93 invånare per kvadratkilometer. Närmaste större samhälle är Dolores Hidalgo, 8,2 km sydost om El Huizachal. Trakten runt El Huizachal består i huvudsak av gräsmarker.